# 리야 파블로바
리야 파블로바(영어: Lia Pavlova, 러시아어: Лия Павлова, 1994년 4월 25일 ~ )는 러시아의 모델이다.